# Парламент Кот-д’Ивуара
Парламент (фр. Le Parlement) — законодательный орган Кот-д’Ивуара, двухкамерный парламент состоит из верхней палаты — Сената и нижней — Национального собрания. До 2016 года парламент был однокамерным, но после одобрения новой Конституции на референдуме 2016 года были сформированы две палаты.